# Lambert LeClézio
Pour les articles homonymes, voir Leclézio.
Lambert LeClézio, né le 5 mai 1997, est un cavalier de voltige mauricien naturalisé français.

## Carrière
Natif de l'Île Maurice, il termine sixième de l'épreuve individuelle de voltige aux Jeux équestres mondiaux de 2014 à Caen.
Il rejoint la France en 2015 et est sacré champion du monde de voltige au Mans en 2016. Il prend ensuite la nationalité française la même année.
Aux Jeux équestres mondiaux de 2018 à Tryon, il remporte le titre individuel de voltige et en 2019 il devient champion d'Europe associé à un cheval Suisse Aroc CH longé par Corinne Bosshard.
Aux Championnats du monde 2022, il est médaillé d'or en voltige individuelle ainsi qu'en Coupe des nations et médaillé d'argent en voltige par équipes.